# Joe's Crab Shack
O Joe's Crab Shack é uma cadeia americana de restaurantes casuais de marisco com temática de praia. Fundado em Houston, Texas, o restaurante agora opera em vários estados dos Estados Unidos.

## História

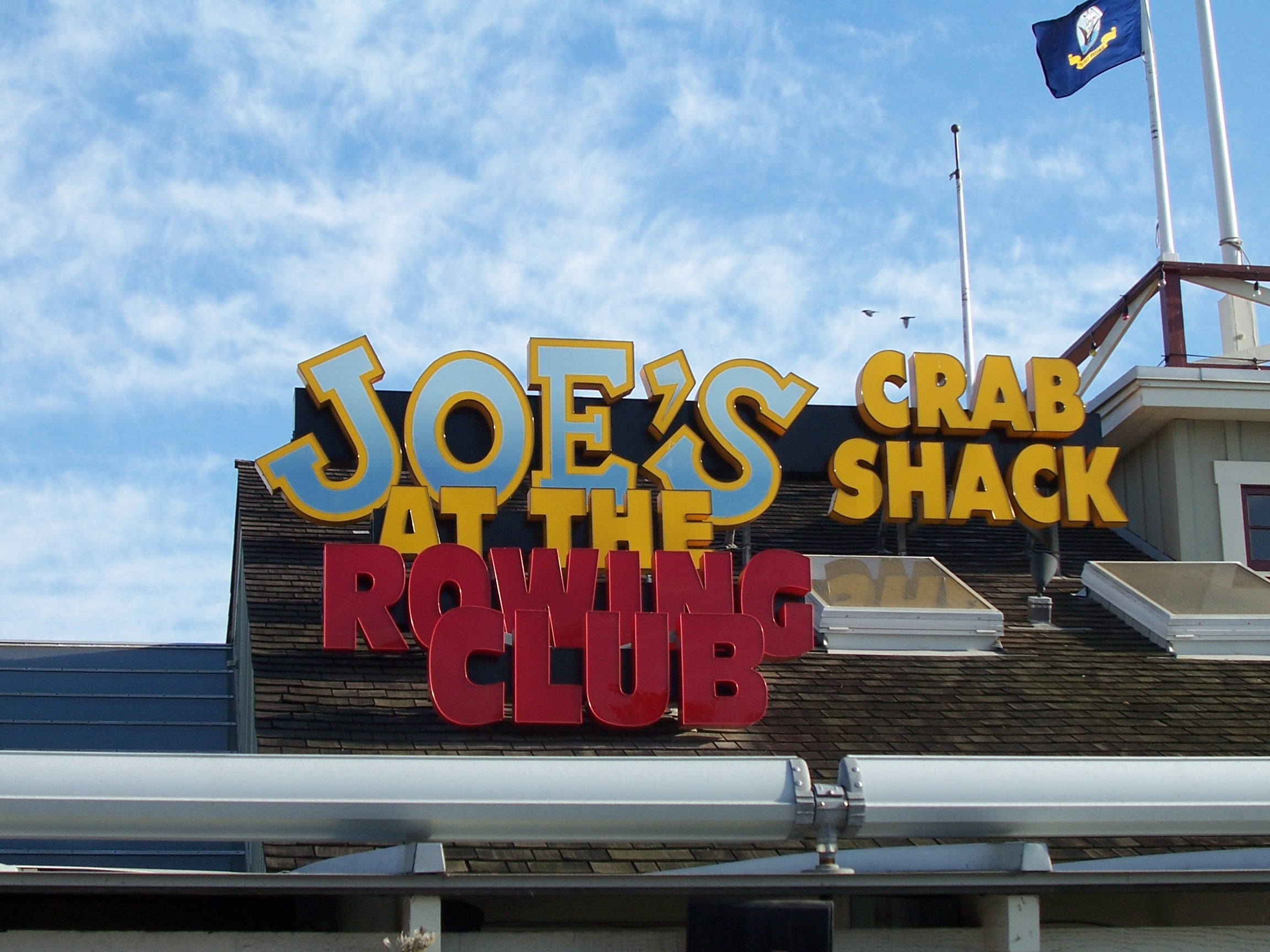
Uma filial do Joe's Crab Shack em San Diego, Califórnia. O edifício era inicialmente um clube de remo e mais tarde foi convertido no restaurante.

O Joe's Crab Shack abriu sua primeira unidade em Houston, Texas, em 1991. A Landry's Restaurants, Inc., comprou o Joe's original em Houston no início de 1994 para o converter num Landry's Restaurant. Em 1995, a cadeia tinha crescido para três locais em Houston e um em Dallas.
Em 17 de novembro de 2006, o Joe's foi vendido à J.H. Whitney & Company, uma empresa privada, que opera como JCS Holdings, LLC. O preço de venda foi de 192 milhões de dólares, incluindo a assunção de um passivo de US$ 225 milhões.
A JCS Holdings mudou o seu nome para Ignite Restaurant Group em abril de 2009 e explorou os 130 restaurantes Joe's existentes e os 26 restaurantes Brickhouse Tavern and Tap. O Ignite Restaurant Group tornou-se público em 2012. A empresa estava sediada em Westpark Drive, perto do distrito de Westchase, em Houston.
Em março de 2016, o Joe's em Roseville, Minnesota, foi criticado por ter incluído uma fotografia da execução por enforcamento, no Texas, de Joseph Burleson, um homem negro condenado por homicídio, como decoração de mesa. A fotografia incluía um balão de desenho animado onde se lia “Tudo o que eu disse foi que não gostava do gumbo”. A utilização da fotografia foi condenada pela NAACP e pela cidade de Roseville. Um porta-voz do Joe's Crab Shack pediu desculpa. Este restaurante, juntamente com outros, foi entretanto encerrado quando o Ignite Restaurant Group declarou falência em 2017.
O Ignite Restaurant Group entrou com pedido de proteção contra falência em 6 de junho de 2017 e foi readquirido pela Landry's, Inc., em agosto de 2017, em leilão de falência por US$ 57 milhões. 
Em agosto de 2017, a rede fechou 40 locais em vários estados em meio a um processo de falência, enquanto Landry's se preparava para assumir o controle. Landry's tem planos de reorientar a cadeia e, em seguida, aumentá-la novamente.
Em maio de 2021, a rede operava 44 locais em 18 estados.
Em novembro de 2023, a cadeia tinha reduzido as suas operações para 30 locais em 12 estados.